# Palumbina guerinii
Palumbina guerinii là một loài bướm đêm thuộc họ Gelechiidae. Nó được tìm thấy ở Nam Âu, from bán đảo Iberia phía bắc đến Pháp, phía đông đến Ý và Hy Lạp.
It is considered a pest on pistachio trees.

## Hình ảnh

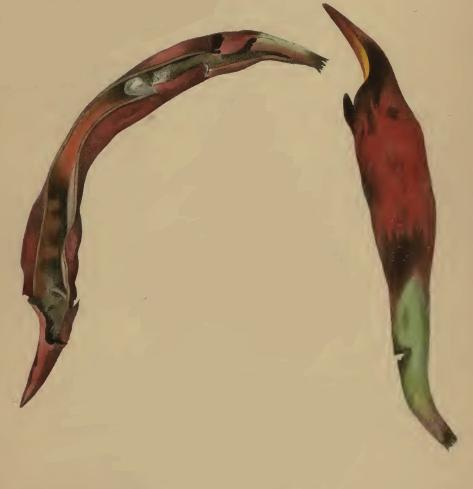
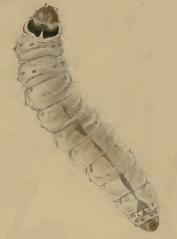
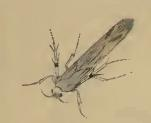